# Neverwinter Nights 2
Neverwinter Nights 2 ist ein Computer-Rollenspiel für Windows und Mac OS. Es wurde im August 2004 als direkter Nachfolger zu BioWares Neverwinter Nights angekündigt und in den USA am 31. Oktober, in Europa am 2. November 2006 veröffentlicht. Entwickelt wurde das Spiel von Obsidian Entertainment.

## Handlung
Obsidian legte im Vergleich zum Vorgänger von BioWare verstärkt Wert auf eine umfangreiche, auf den Spielercharakter zentrierte Einzelspieler-Kampagne. Die relativ linear angelegte Handlung versetzt den Spieler erneut in die Region der Stadt Niewinter.
Das kleine Dorf Westhafen wird von extraplanaren Wesen aus dem Volk der Githyanki verwüstet, die auf der Suche nach den Überresten des sogenannten Silberschwertes, einer mächtigen Waffe ihres Volkes, sind. Wie sich herausstellt, trägt der Spielercharakter einen solchen Splitter in sich. Er ist daher gezwungen, sein Heimatdorf in Richtung Niewinter zu verlassen. Die gerade erst von den Auswirkungen des Luskanischen Kriegs (vgl. Handlung NWN1) genesene Stadt wird erneut mit Krieg überzogen. Hintergrund ist ein mysteriöser Feind, der Fürst der Schatten genannt wird, und seit Jahren als verschwunden galt. Die Klärung der Identität des Gegners ist ein Hauptaspekt des Spiels.

## Spielprinzip
Der Spieler erstellt zunächst einen Hauptcharakter, wobei er über Geschlecht, Rasse, Beruf, Gesinnung, Charakterwerte und verschiedenste Fähigkeiten bestimmen kann. Der Hauptcharakter steht im Zentrum der Erzählung und ist automatisch immer Wortführer in Dialogen. Einzig seine Fähigkeiten bestimmen über die Handlungsmöglichkeiten im Dialog. Der Spieler kann außerdem eine einfache Hintergrundgeschichte wie Schläger oder Zauberlehrling für seinen Charakter auswählen, der sich zu Beginn des Spiels in Westhafen auf das Verhalten der Nichtspielercharaktere gegenüber dem Spieler auswirkt.
Die restlichen Mitglieder der Heldengruppe werden aus zwölf vorgenerierten Begleitern ausgewählt, die sich im Verlauf des Spiels anbieten. Um diesen Begleitern den Anschein einer eigenen Persönlichkeit zu geben, wurden Interaktionen zwischen Gruppenmitgliedern ähnlich wie in Baldur’s Gate 2 implementiert. Begleiter können sich vorgeskriptet in Gespräche einmischen und miteinander diskutieren. Dies wurde um das aus KotOR 2 bekannte und nochmals ausgebaute Beeinflussungssystem ergänzt. Man nimmt durch Handlung oder Dialog Einfluss auf die Haltung der eigenen Gruppenmitglieder, kann ihr Vertrauen gewinnen oder verlieren, sie zu besonderen Freunden machen – und gelegentlich sogar Romanzen oder Flirts beginnen. Das Beeinflussungssystem wirkt sich auch auf viel weitreichendere politische Konstellationen in Niewinter aus.
Der Spieler steuert einen selektierten Charakter der Gruppe direkt über die Tastatur, während die restlichen Gruppenmitglieder der Spielerfigur KI-gesteuert folgen. Die Führungsfigur der Gruppe kann dabei jederzeit vom Spieler gewechselt werden. Seit Patch 1.05 ist zudem eine aus Strategiespielen bekannte Multiselect-Steuerung mit Auswahlrahmen implementiert, über die mehreren Gruppenmitglieder gleichzeitig Anweisungen gegeben werden können. Perspektivisch hat der Spieler die Wahl zwischen einer Schulterperspektive (bevorzugt bei 1-Charakter-Steuerung) oder einer frei dreh-, kipp- und stufenweise skalierbaren 3D-Ansicht (vorzugsweise bei Multiselect-Steuerung)
Neverwinter Nights 2 spielt sich wie sein Vorgänger oder die Infinity-Spiele eher taktisch. Das Kampfsystem ist im Kern rundenbasiert, läuft jedoch in Echtzeit ab. Eine Runde entspricht einem mehrsekündigen Zeitfenster, in dem gemäß dem D&D-Regelwerk die Kampfanweisungen ausgeführt werden. Der Spieler kontrolliert die Kampfhandlung nur indirekt über Verhaltensanweisungen. Befehle wie Angriff, Magie oder Sonderfertigkeiten werden dazu über ein Point&Click-Interface übermittelt. Das Kampfgeschehen kann bei Bedarf jederzeit mit Druck auf die Leertaste eingefroren werden, um bspw. den einzelnen Charakteren individuell neue Anweisungen zu geben. Dabei können mit Hilfe einer Befehlskette auch Folgebefehle vorgegeben werden. Alternativ kann der Spieler die Steuerung der Begleiter auch dem Computer überlassen. Verliert ein Charakter während des Kampfes alle seine Lebenspunkte, kann er vom Spieler wiederbelebt werden. Alternativ werden sie nach einem erfolgreichen Kampf automatisch wiederbelebt. Das Spiel ist verloren, sobald alle Charaktere ihre Lebenspunkte verloren haben.
Rollenspieltypisch erhält der Spieler über das Töten von Gegnern oder das Lösen von Aufgaben Erfahrungspunkte. Bei Erreichen vorgegebener Punktegrenzen können die Fähigkeiten ausgebaut werden. In Neverwinter Nights 2 erhalten alle aktiven und inaktiven Gruppenmitglieder dieselben Erfahrungspunkte und sind dadurch anders als in Baldur’s Gate jederzeit auf gleichem Stufenniveau und daher auch spielerisch sinnvoll austauschbar.

## Entwicklung
Die Besonderheiten des Vorgängers, z. B. der Modul-Editor und die Serverfunktionen, wurden weitgehend beibehalten und modernisiert. Die Grafikengine Electron (inkl. Vertex-Shader, Pixel-Shader und Normal Mapping) wurde vollständig neu entwickelt – bei größtmöglicher Kompatibilität – und für DirectX9 optimiert. Außenareale wurden nicht mehr modular aus vorgegebenen rechtwinkligen Tiles zusammengesetzt, sondern modelliert und bemalt (texturiert). Aus Gründen der Flexibilität wurde das GUI unter Nutzung des Standards XML verwirklicht. Das Regelwerk des Spiels basierte auf der überarbeiteten Version 3.5 von Dungeons & Dragons. Der für die Betreuung von Persistenten Welt notwendige Spielleiter-Client wurde allerdings erst mit Patch v1.01 nachträglich zur Verfügung gestellt. Auch in Folge wurden mit den Patches kleinere Funktionen nachgereicht.
Als Vorbild für die Einzelspielerkampagne orientierten sich die NWN2-Entwickler stärker an BioWares Baldur’s-Gate-Serie (BG), insbesondere an deren zweiten Teil. Im Gegensatz zum ersten Teil übt der Spieler mit KI-Unterstützung oder auf Wunsch auch volle manuelle Kontrolle über eine maximal vierköpfige Heldentruppe. Er gibt den Gruppenmitgliedern direkte Handlungsanweisungen und bestimmt ihre Ausrüstung. Die Steuerung ähnelte zu Anfang der von Knights of the Old Republic, bei der jeweils nur ein Charakter zur gleichen Zeit gesteuert werden konnte. Mit Patch 1.05.912 im April 2007 wurde testweise eine Multiselect-Steuerung wie in den Baldur’s Gate nachgeliefert, die mit der ersten Erweiterung Mask of the Betrayer nochmals überarbeitet wurde.
Die Entwicklung wurde unter anderem mit Hilfe der deutschen Investmentgesellschaft BVT Unternehmensgruppe über deren geschlossenen Fonds Games Fund II finanziert.

## Rezeption
Neverwinter Nights 2 erhielt überwiegend positive, im Vergleich zum Vorgänger jedoch niedrigere Bewertungen (Gamerankings: 82,24 % / Metacritic: 82 von 100 / critfy: 84 von 100; Stand: Juli 2024).
Gelobt wurden die unterhaltsame und abwechslungsreiche Handlung, die Gruppeninteraktion, das tiefgehende Charaktersystem und die deutsche Vertonung. Kritisiert wurden dagegen die Gruppensteuerung, die mangelhafte Begleiter-KI, die Kamerabedienung, die Vielzahl an Ladebalken und eine zuweilen wenig lebendig wirkende Welt.
In Fan- bzw. Kundenkreisen stieß der im Vergleich zu Teil 1 restriktivere Kopierschutz nicht ausschließlich auf Gegenliebe. Der Umgang mit dem Toolset war durch die neuen Möglichkeiten komplizierter, vor allem aber zeitaufwändiger geworden. Heftig kritisiert wurde auch die Produktpflege. Zwar erschienen zahlreiche Patches, doch mussten diese häufig kurz nach Release wegen Problemen noch einmal zurückgezogen und überarbeitet werden. Auch gibt es kein direktes Update auf die neueste Version, sondern es müssen sämtliche Patches nacheinander heruntergeladen und installiert werden. Der Updatevorgang verursachte während des Patchprozesses zudem häufig Probleme, die Spieldateien korrumpierten und damit weitergehendes Patchen ohne Neuinstallation unmöglich machten. Auch nachfolgende Erweiterungen brachten in diesem Punkt wenig Verbesserungen.
Das Spiel belegte bei Verkaufsstart in den USA den ersten Platz der Spiele-Verkaufscharts und zählte auch in Deutschland zu den zehn meistverkauften Spielen.

## Mask of the Betrayer (Erweiterung)
Die erste offizielle Erweiterung wurde unter dem Titel Neverwinter Nights 2: Mask of the Betrayer (kein deutscher Titel, übersetzt: Die Maske des Verräters) Ende 2007 veröffentlicht.

### Handlung
Mask of the Betrayer ist eine stark handlungsgetriebene Erweiterung mit zahlreichen Dialogen und Variationsmöglichkeiten beim Durchspielen. Es setzt die Geschichte um den Hauptcharakter des Grundspiels fort. Dieser gelangte nach dem Endkampf durch einen Teleporter im Versteck des Fürsten der Schatten in das weit entfernt liegende Rashemen. Er stellt fest, dass der Silbersplitter in seiner Brust von Unbekannten entfernt wurde und er stattdessen unter einem mysteriösen Fluch leidet, der ihn dazu zwingt, die Seelen anderer Wesen zu verschlingen. Auf seiner Suche nach den Urhebern dieses Fluchs bereist er ausgehend von der Stadt Mulsantir das von Geisterwesen und Hexen bevölkerte Land Rashemen und das angrenzende Magierreich Thay. Er untersucht dabei auch die Spur einer lange zurückliegenden Rebellion des Hohepriesters Akachi (Der sogenannte Kreuzzug des Verräters) gegen seinen eigenen Gott Myrkul, den zwischenzeitlich verstorbenen Gott des Todes.

### Charaktere
| Rolle                         | Englischer Sprecher | Deutscher Sprecher | Beschreibung |
| ----------------------------- | ------------------- | ------------------ | --- |
| Safiya                        | Julianne Grossman   |                    | Begleiter. Eine Rote Magierin aus Thay, die den Spielercharakter zu Beginn des Spiels aus der Grabanlage rettet.                                                                  |
| Okku                          | Darryl Kurylo       |                    | Begleiter. Ein alter Bärengott, der den Spielercharakter zu Anfang bekämpft, nach seiner Niederlage jedoch seine Gefolgschaft anbietet.                                           |
| Gannayev der Träume (Gann)    | Crispin Freeman     |                    | Begleiter. Eine sogenannte Vettelbrut und Geisterschamane, der die Träume anderer Lebewesen lesen kann.                                                                           |
| Kaelyn die Taube              | Cat O’Connor        |                    | Begleiter. Eine halbcelestische Klerikerin des Gottes Ilmater. |
| Einer von Vielen              | –                   | –                  | Begleiter. Ein bösartiges Konglomerat tausender Seelen, das unterschiedliche Identitäten ausbilden kann.                                                                          |
| Akachi, der Gesichtslose Mann |                     |                    | Antagonist, ehemaliger Hohepriester des Myrkul in Mulsantir. Rädelsführer der Rebellion gegen seinen eigenen Gott, der zur Strafe mit dem Fluch des Geistverzehrers belegt wurde. |

### Spielprinzip
Das Spielprinzip entspricht dem des Hauptprogramms. Im Vergleich zum Hauptspiel setzt Mask of the Betrayer zusätzlich zu den zahlreichen Kämpfen verstärkt auf Rätsel. Sechs neue (Sub-)Rassen, zwei neue Grundklassen, fünf weitere Prestigeklassen und ein neuer Vertrauter erweiterten die Möglichkeiten zur Charakterentwicklung. Dazu wurde die Stufenbegrenzung auf Level 30 angehoben, was den sogenannten epischen Stufen des D&D-Regelwerks entspricht und spezielle epische Talente beinhaltet.
Die wichtigste neue Spielmechanik ist der sogenannte Geisthunger, der im direkten Bezug zur Story steht. Als sogenannter Geistverzehrer ist der Hauptcharakter gezwungen, Seelen zu verzehren und so seine Geistenergie aufzufüllen, die durch einen Balken symbolisiert wird. Fällt die Geistenergie auf Null, ist das Spiel beendet. Zusätzlich zur Geistenergie existiert ein zweiter Wert namens Geisthunger. Dieser beschreibt, ähnlich wie bei einer Drogensucht, die Abhängigkeit vom Verzehr der Seelen. Je mehr Seelen die Spielfigur verzehrt, desto schneller tritt der Hunger wieder auf. Der Spieler hat die Wahl, ob seine Spielfigur ihren Hunger möglichst unterdrücken oder willkürlich ausleben soll. Der Geisthunger ist zusätzlich an die Charaktergesinnung gekoppelt und kann diese im Verlauf des Spiels ändern.
Als weitere neue Spielmechanik führt die Erweiterung ein neues Handwerkssystem im Vergleich zum Vorgänger ein. Es basiert nun auf sogenannten Geisteressenzen, die der Spieler durch besiegte Gegner erhält. Mit ihnen können Gegenstände magisch aufgewertet werden. Ebenfalls überarbeitet wurde das Rastsystem.
Weitere neue Inhalte:
- Neue Kreaturenmodelle
- Neue Texturen und Tilesets

### Entwicklung
Im Sommer 2006, noch vor Release von Neverwinter Nights 2, wurden die Designer Kevin Saunders und George Ziets sowie Programmierer Richard Taylor mit der Konzeptionierung einer Erweiterung beauftragt. Die Vollzeit-Entwicklung begann jedoch nicht vor Fertigstellung des Hauptprogramms, sondern erst ab Dezember 2006. Der Handlungsbogen und das Szenario standen zu diesem Zeitpunkt jedoch bereits fest, sodass etwa bereits erste Hinweise auf die Schauplätze der Erweiterung in den Ladebildschirmen des Hauptspiels zu finden waren. Die Hauptverantwortung für das Projekt mit dem Arbeitstitel NX1 lag bei Kevin Saunders, der als Lead Designer und Produzent fungierte. Das Handlungskonzept wurde hingegen primär von George Ziets erarbeitet, der dem Projekt als sogenannter Creative Lead vorstand.
Ziets entschied sich für Rashemen als Schauplatz, da ihn das immer wiederkehrende Szenario der Schwertküste und der vom europäischen Mittelalter geprägten Fantasy ermüdete. Um Ansätze für neue kreative Ideen zu finden, suchte er daher nach einem neuen Handlungsort innerhalb der Vergessenen Reiche. Die Kultur Rashemens setzt sich zusammen aus einer Mischung von Animismus, slawischen und japanischen Kultureinflüssen. Da die Entwicklungszeit sehr kurz war und das Hauptspiel spürbar unter überambitionierten Zielsetzungen gelitten hatte, wurden die Vorgaben für die Erweiterung niedrig gehalten und das Spielprinzip ohne große Veränderungen beibehalten. Zusätzlich profitierte das Team von den bereits fertiggestellten Entwicklungswerkzeugen des Hauptprogramms. Ziele der Entwicklung waren unter anderem, die Programmqualität des immer noch fehlerbehafteten Hauptspiels weiter zu verbessern und neue interessante Inhalte für Modulbauer und Fanprojekte hinzuzufügen.
Der Schwerpunkt lag auf der Erzählung einer dichten Handlung mit einem persönlichen Bezug zur Figur des Spielercharakters. Ziets betrachtete epische Weltenrettungserzählungen als zu klischeebehaftet. Ein solches Vorgehen führe demnach zur Erschaffung unrealistischer Charaktere und Gegner. Außerdem bezweifelte er, dass sich der Spieler mit einem solch unpersönlichen Auftrag emotional identifizieren könne. Daher versuchte er eine persönliche Narrationslinie vor dem Hintergrund umwälzender Ereignisse aufzuziehen, um diese beiden Erzählprinzipien zu verbinden. Ein Fokus lag dabei auf glaubwürdigen Motivationen für alle Charaktere. Während der Spielercharakter sein Überleben zu sichern versucht, kreuzen sich seine Wege mit den Zielen anderer Interessensgruppen. Wie er diese Interessen bewertet und damit umgeht, steht dem Spieler jedoch vollkommen offen. Um die Nichtlinearität des Spiels gewährleisten zu können, arbeitete Ziets mit wenigen Kulminationspunkten, an denen der Spieler wichtige Informationen zur Handlung erlangte und folgenreiche Entscheidungen traf, während dem Spieler die Vorgehensweise ansonsten weitgehend offenstand. Wegen des geringen Budgets beschränkten sich die Variationen auf den Verlauf der Dialoge, die abhängig von früheren Entscheidungen des Spielers waren, während die Ereignisse und Begegnungen im Spielverlauf für alle Lösungswege gleich blieben. Für den Lösungsweg bei böse gesinnten Charakteren war es Ziets zudem wichtig, mehr Optionen als die übliche Beschränkung auf extreme Gewaltlösungen zu bieten. Selbiges sollte auch für die Widersacher gelten.

### Technik
Technisch wurden die Kameraoptionen überarbeitet und auf zwei Auswahlmöglichkeiten reduziert (Schulterperspektive oder freie Kamera). Für die freie Kamera wurde eine Gruppensteuerung mit Auswahlrahmen ähnlich wie in Strategiespielen bzw. in Baldur’s Gate hinzugefügt.

### Rezeption
Mask of the Betrayer erhielt mehrheitlich positive Bewertungen (Gamerankings: 81,87 % / Metacritic: 82 von 100 / critfy: 82 von 100).
In der GameStar kritisierte Christian Schmidt, dass die Erweiterung wie das Hauptspiel unter technischen Problem leide, die etwa bereits bei der Installation zur Unspielbarkeit des Hauptprogramms führten. Außerdem sei die Erweiterung „genauso unbalanciert, fehlerträchtig und unbequem zu bedienen wie das Original – und genauso brillant in seiner Erzählung, der Spieltiefe und den fantastischen Charakteren.“ Die Geisthunger-Funktion sei „nervtötend“, besonders weil sie den Spieler regelmäßig zu allgemein sehr schwierigen Kämpfen zwinge.
Volker Schütz von Gamona bescheinigte dem Spiel deutliche Anleihen aus Planescape: Torment, der Umfang des Spiels entspräche außerdem nahezu dem eines Vollprodukts. Er bemängelte, dass die Kampagne durch die Anpassung auf hochstufige Charaktere in einigen Fällen zu unglaubwürdigen Resultaten in der Ausgestaltung der Spielwelt führe und die neuen übergroßen Kreaturen das Blickfeld häufig verdeckten, worunter die Übersicht leide. Auch die Geisthunger-Funktion erzeuge „letztlich mehr Verdruss denn Nutzen.“ Insgesamt kommt er dennoch zu einem positiven Urteil.
Jason Ocampo von GameSpot bezeichnete die Stimmung als deutlich ernster und weniger comicartig im Vergleich zum Hauptspiel. Durch mehr Rätsel trage es zu einer größeren Vielfalt des Spielprinzips bei und erschaffe das Gefühl eines epischen Abenteuers. Die Geisthunger-Funktion könne jedoch besonders beim ersten Mal sehr frustrierend sein, weil sie verwirrend aufgebaut sei. Das Spiel zwinge den Spieler zu Kämpfen mit absurd starken Gegnern. Auf maximalen Einstellungen seien die Kämpfe aufgrund der vielen Grafikeffekte nahezu unmöglich zu überblicken. Er lobte, dass der Programmcode optimiert worden wäre, die Bildwiederholung daher auch in grafikintensiven Situationen konstant bleibe und das Programm wenig technische Fehler beinhalte.

## Storm of Zehir (Erweiterung)
Die zweite offizielle Erweiterung Neverwinter Nights 2: Storm of Zehir (kein deutscher Titel, übersetzt: Sturm des Zehir) erschien am 20. November 2008. Es beinhaltete eine neue, eigenständige Kampagne zum Grundspiel.

### Handlung
Die Erweiterung ist parallel zur Handlung von Mask of the Betrayer angesiedelt. Niewinter befindet sich im Wiederaufbau nach dem verheerenden Krieg gegen den Fürst der Schatten. Auf der Spur einer fremden Macht, die ihren Einfluss in den Vergessenen Reichen auszudehnen versucht, führt der Spieler eine Heldentruppe aus den Dschungeln der Halbinsel Chulth in die Region der nördlichen Schwertküste. Seine Aufgabe ist es, den Handel rund um Niewinter wiederzubeleben.
Das Spiel knüpft an die Umwälzungen des Pen&Paper-Regelwerks an. Es behandelt den Aufstieg einer neuen Gottheit namens Zehir, die mit der zu diesem Zeitpunkt veröffentlichten 4. Edition neu eingeführt wurde. Die lose Hintergrundgeschichte zieht sich wie ein roter Faden durch das Spiel, nimmt jedoch nicht die dominante Rolle wie im Grundspiel oder der ersten Erweiterung ein. Sie wurde durch zahlreiche kleine Nebenmissionen aufgestockt, sodass ähnlich wie im Pen&Paper der Eindruck einer umherstreifenden Abenteurergruppe vermittelt wird.

### Neue Inhalte
Auffälligste Neuerung der zweiten Erweiterung ist die Überlandkarte. Statt auf einer statischen Hintergrundkarte einen Zielpunkt zu wählen, an den man anschließend automatisch transferiert wird, bewegt der Spieler nun aktiv seine Gruppe auf einer interaktiven Karte zum gewünschten Ort. Dabei kann es während der Reise zu unterschiedlichen Zufallsereignissen wie Überfällen oder Reisebegegnungen kommen. Mitunter werden diese von den Charakterwerten beeinflusst. In der Zehir-Kampagne wurde zudem die Heldengruppe stärker betont. Der Spieler kann auf Wunsch alle Charaktere selbst generieren oder aus einer Reihe vorgenerierter Begleiter wählen. In Gesprächen kann in einem überarbeiteten Dialogmenü jederzeit der Dialogführer gewechselt werden. Je nach Fähigkeiten ändern sich dadurch auch die Interaktionsmöglichkeiten. Hinzu kommen neue Gruppentalente, die abhängig von den Charakterwerten aller Gruppenmitglieder sind und allen Begleitern zugutekommen. Ein einfaches Handelssystem erlaubt dem Spieler, sich als Kaufmann zu betätigen oder automatisierte Handelskarawanen einzurichten.
Weitere neue Inhalte:
- Neue Charakteroptionen (neue Rassen, Basis- und Prestigeklassen, Hintergrundmerkmale und Ahnentalente)
- Neuer Tiergefährte
- Neue Kreaturenmodelle
- Neue Texturen
- Neues Tileset
- Neue visuelle Effekte
- Neues Handwerkssystem

### Entwicklung
Die Planungen zur zweiten Erweiterung mit dem Arbeitstitel NX2 liefen gegen Ende der Arbeiten an Mask of the Betrayer an. Grundlage waren der Vorschlag des späteren Projektleiters Tony Evans für die Einführung von Gruppenkonversationen und einer Überland-Reisekarte. Erst im Anschluss daran entstand ein Handlungsgerüst, das unter anderem auf Vorschlag von Georg Ziets Teile der Handlung in die Dschungel von Chulth verlegte.
Das Projekt hatte zwei Schwerpunkte, zum einen die stärkere Fokussierung auf Gampelay-Elemente, zum anderen neue Funktionen für Modulbauer und Fanprojekte. Evans verzichtete daher auf einen starken, vorgegebenen Handlungsrahmen wie in Mask of the Betrayer. Stattdessen sollte der Spieler die Handlung durch das Gameplay stärker selbst bestimmen können.

### Rezeption
Storm of Zehir erhielt überwiegend gute Bewertungen (Gamerankings: 73,40 % / Metacritic: 73 von 100 / critfy: 77 von 100), stieß in der Fachpresse jedoch auf geteiltes Echo. Im Gegensatz zu Mask of the Betrayer gab es größere Wertungsunterschiede.

## Mysteries of Westgate (Adventure-Pack)
Ende 2007 entwickelten die Ossian Studios für Atari das Adventure-Pack Mysteries of Westgate (kein deutscher Titel, übersetzt: Die Geheimnisse von Westtor). Nach langen Querelen um das Veröffentlichungsdatum wurde es schließlich Ende April 2009 als Download-Erweiterung veröffentlicht.

### Handlung
In Mysteries of Westgate reist der Spielercharakter nach dem Fund einer verfluchten Halbmaske, die dem Charakter schwere Alpträume beschert, in den an der Drachenküste gelegenen Freihandelshafen Westgate. Dort gerät er mitten in die Auseinandersetzungen der seit langer Zeit vorherrschenden Diebesgilde der Night Masks (Nachtmasken) und ihrer neuerwachsenen Konkurrenz, den Ebon Claws (Ebenholzklauen). Der Spieler erkundet im Verlauf die verschiedenen über- und unterirdischen Bereiche der Stadt. Auf der Suche nach einer Lösung seines Fluches ergründet der Spieler die Ursachen für den Bandenkrieg.

### Entwicklung
Das Adventure Pack ähnelt in seiner Konzeption den Premiummodulen des ersten Neverwinter Nights. Es handelt sich um eine mit dem Toolset erzeugte, neue Abenteuerkampagne, die dem Spiel jedoch keine neuen Spielfunktionen hinzufügte. Im Gegensatz zu den beiden Erweiterungen ist dieses Adventure-Pack lediglich in englischer Sprache verfügbar.
Das Entwicklungsteam bestand aus Mitgliedern der NWN-Community, die von dem ehemaligen BioWare-Mitarbeiter und Ossian-Gründer Alan Miranda zur Arbeit an diesem Projekt eingeladen wurden. Ossian Studios hatten bereits für den ersten Teil von Neverwinter Nights am Premiummodul Darkness over Daggerford gearbeitet, das letztlich als kommerzielles Produkt aufgegeben und daher kostenlos veröffentlicht wurde. Eine Herausforderung bei der Entwicklung stellte dabei die Koordination des über mehrere Länder und Zeitzonen verstreut arbeitenden Entwicklerteams dar.
Die Arbeiten an Mysteries of Westgate endeten noch vor Veröffentlichung des ersten Erweiterungssets Mask of the Betrayer im September 2007. Atari kündigte am 22. Oktober 2007 eine Veröffentlichung für den Herbst 2007 an. Anschließend verschob der Publisher den Erscheinungstermin jedoch aufgrund anhaltender Probleme mit der Implementierung des Kopierschutzes bis zum April 2009. Da die Entwicklung des Moduls bereits abgeschlossen war, nutzte Mysteries of Westgate deshalb auch nicht die Möglichkeiten und neuen Inhalte der zwischenzeitlich veröffentlichten Erweiterungen.

### Rezeption
Mysteries of Westgate erhielt mittlere Bewertungen (Gamerankings: 68 %, Metacritic: 73 von 100). Dabei erhielt das Adventure Pack in Europa bessere Bewertungen als in den USA, wobei sich die Wertungen deutschsprachiger Magazine im Umfeld des Metacritic-Durchschnitts bewegen.
Gelobt wurden u. a. die Dialoge und die Charakterisierung der Begleiter. Kritikpunkte waren bspw. die zu dunklen Levels, platte Humoreinlagen und schwankende Qualität der Quests. Angemerkt wurde zudem, dass sich das Fehlen der von den Erweiterungen eingeführten Inhalte bemerkbar macht.

## Freie Inhalte und Module
NWVault von IGN enthielt am 18. Dezember 2008 304 frei entwickelte Module für NWN2 aus aller Welt.